# Mansur Escudero
Mansur Abdussalam Escudero (Almáchar, 7 de noviembre de 1947-Almodóvar del Río, 3 de octubre de 2010) fue un médico psiquiatra musulmán español. Fue presidente de la Junta Islámica de España.

## Biografía
Cursó sus estudios de bachillerato en el colegio de los Jesuitas San Estanislao de Koska, en Málaga.
Licenciado en Medicina y Cirugía por la Universidad Complutense de Madrid (1973). Realizó la especialidad de Neuro-Psiquiatría en el centro de salud mental de Córdoba (1976), bajo la dirección de Carlos Castilla del Pino, con el que colaboró durante siete años. Durante esta época fundó un centro pionero en España, especializado en terapias Gestalt y dinámicas de grupo, el Centro de Relaciones Interpersonales de Córdoba. De 1976 a 1979 colaboró en Francia, junto a Jean Ambrosi y Marie-Christiane Beaudoux, en los trabajos de investigación en Terapia de la Respiración del Centre de recherche en énergie biologique (Limours). Participó activamente en los movimientos de antipsiquiatría y de reforma de los hospitales psiquiátricos, inspirados en las teorías de Laing, Esterson, Cooper y Franco Basaglia. Durante el año 1979 estudió y practicó en el Instituto de Salud Mental de Tucson, Arizona y, en California, en las primeras comunidades terapéuticas, basadas en los principios de la Gestalt, entre ellas el pionero centro de terapias alternativas Esalen Institute. En 1983 se graduó en Medicina Tradicional China y Acupuntura en Pekín (China) y, en 1984, en Homeopatía en el Instituto Vizoulkas en Alonissos (Grecia). Fundador en 1984 del Centro de Medicina Integral en Motril, trabajó en el mismo hasta 1995, junto a los doctores Abdurrahim Romero, Bashir Villén y Yahia Molina. 
En 1996 se trasladó a vivir a una casa en el campo, en las inmediaciones de Almodóvar del Río, Córdoba, lugar en el que residió y en el que desarrolló su actividad profesional hasta su muerte. En esta localidad tiene su sede Junta Islámica de España y el Instituto Halal, organismo dependiente de esta organización y único reconocido oficialmente en España para certificar productos y servicios con el Sello de Garantía Halal.
Militante por las libertades democráticas durante la dictadura franquista. Fue un musulmán converso que en 1979 aceptó el islam y en 1980 fundó la primera comunidad de musulmanes españoles, la Sociedad para el Retorno al Islam en España, que después se convertiría en la Comunidad Islámica de España. Su conversión se produjo dentro del grupo morabitún dirigido por Ian Dallas, Mansur Escudero y otros conversos rompen con el grupo y se instalaron en Almodóvar del Río (Córdoba), donde fundan Junta Islámica (10/5/1989) e impulsan la Federación de Entidades Españolas Islámicas (5/10/1989). Fue presidente de Junta Islámica hasta su fallecimiento.
Miembro fundador y presidente de la Federación Española de Entidades Religiosas Islámicas (FEERI) desde 1990 a 2003 y Secretario General de la Comisión Islámica de España (CIE), desde 1991 a 2006. En representación de la misma, firmó, en 1992, la Ley del Acuerdo de Cooperación entre el Estado español y la Comisión Islámica de España (promulgado como Ley 26/1992 de 10 de noviembre) y el Convenio sobre la Designación y Régimen Económico de las Personas Encargadas de la Enseñanza Religiosa Islámica en los Centros de Educación (1996).
Fundador en 1995, junto a Hashim Cabrera, de la revista de información y pensamiento Verde Islam y, en 1997, del portal islámico en lengua española de mayor difusión mundial en Internet, Webislam., siendo coordinador del mismo hasta su fallecimiento.
Fue miembro del Comité Ejecutivo y responsable para Europa y Latinoamérica del Liderazgo Popular Islámico Mundial (WIPL) y representante en España de la World Islamic Call Society (WICS). Miembro fundador y responsable de Educación y Cultura de la Conferencia Islámica Europea. Miembro fundador, en 2008, de la Red Europea de Medios Islámicos. En abril de 2009 fue nombrado portavoz internacional para ayuda humanitaria del Gobierno de Níger. En mayo de 2009 fue galardonado en Nueva York por una decena de asociaciones musulmanas con el título de "Universal Ambassador of Millennium for Peace" por su contribución a la paz y al diálogo interreligioso. 
En un estudio publicado en noviembre de 2009, por la Escuela de Servicio Exterior (School of Foreing Services) de la universidad de Georgetown y el Centro Superior de Estudios Islámicos Estratégicos (The Royal Islamic Strategic Studies Center), bajo el título "Las 500 personalidades musulmanas más influyentes del mundo" (“The 500 Most Influential Muslims in the World”), Mansur Escudero fue el único musulmán español mencionado, destacando en su perfil "su abierta lucha contra el terrorismo perpetrado en nombre del Islam", el ser miembro fundador de numerosas instituciones islámicas y su continuado esfuerzo por intentar conseguir que los musulmanes puedan orar en la antigua mezquita Aljama de Córdoba.
Ferviente defensor del pluralismo religioso, la igualdad de género, la libertad de expresión y de conciencia, defendió estos valores tanto en los países occidentales como en los de mayoría islámica. Como reconocimiento de ello, los principales proyectos de Junta Islámica tienen concedido el sello de Alianza de Civilizaciones por la oficina de la Presidencia del Gobierno de España.
Participó en la organización de numerosos congresos y seminarios entre otros el de Islam y Arte Contemporáneo, Alianza de Civilizaciones, Alianza por la Paz, Libertad de Conciencia, Educación Islámica, Feminismo Islámico y Musulmanes de Habla Hispana.
Viajó por la mayoría de los países del mundo islámico, pronunciando conferencias y participando en congresos.
Mansur Abdussalam Escudero murió en la mañana del 3 de octubre de 2010, en su casa de Dar as-Salam, en Almodóvar del Río, Córdoba.

## Junta Islámica
Dentro del ámbito de la Junta Islámica impulsó la creación del Instituto de Garantía Halal, primer organismo certificador en España de alimentos aptos para el consumo de musulmanes, reconocido por la administración española y por los más importantes organismos de certificación halal internacionales: Indonesia, Malasia, Emiratos Árabes, Argelia y Estados Unidos.

## Iniciativas
Algunas de sus iniciativas han tenido resonancia internacional y han sido objeto de debate en los medios de comunicación, como son la fatua de la Comisión Islámica contra el terrorismo, la petición del derecho preferente a la nacionalidad española de los descendientes andalusíes expulsados de al-Ándalus, o la propuesta de uso ecuménico de la mezquita de Córdoba.

## Publicaciones
Coordinó la edición de más de sesenta libros, algunos publicados en formato electrónico en la Biblioteca Virtual de Webislam y otros en papel, entre ellos: [El Mensaje del Qur'án], Al-Muwatta de Iman Malik, Los Jardines de los Justos, África versus America, Párrafos de Moro Nuevo, El Contrato de Hermandad, Historia del Genocidio de los Musulmanes, Cristianos Unitarios y Judíos en España, Islam y Arte Contemporáneo, El Libro de la Sabiduría, etc. Más recientemente, en 2006, inició la publicación de la Colección Shahada de autores andalusíes contemporáneos, recientemente presentada en Madrid por el Secretario de Estado de Exteriores, Bernardino León, y que ha arrancado con los siguientes títulos]: Términos clave del Islam de Yaratul-lah Monturiol, Iniciación al Islam de Hashim Cabrera, Muhámmad de Mehdi Flores, El Islam en Democracia de Abdennur Prado, 99 Preguntas básicas sobre el Islam de Abdelmumin Aya.